# السائرون نياما (رواية)
السائرون نياما رواية تاريخية تدور أحداثه في الفترة التي تتجاوز الثلاثين عاما من حكم المماليك(1368_1499) من عمر سلطنة المماليك التي حكمت تاريخ مصروالشرق276 سنة وهي بقلم الروائي المصري سعد مكاوي

## تفاصيل الرواية
تتناول الرواية الثلاثين عامًا الأخيرة من حكم المماليك في قالب شيِّق جذاب. رأى فيها بعضُ النقاد أنها إسقاط مباشر على الضباط الأحرار وصراعاتهم وعلاقتهم بالشعب. وقد نُشرت هذه الرواية عام 1963 فكانت من أوائل الأعمال التي وظفتْ التراث، ثم مرة أخرى عام 1997.
الرواية تُقحمك في أجواء أسطورية؛ سواء بالأحداث المتشعّبة، أو بألفاظ «مكاوي» وأسلوبه الساحر الذي يأخذك منذ الكلمة الأولى لهذا العالم.. تعيش بداخله وتحيا وسط المسميات المملوكية، فتقابل أتابك العسكر وبيت المال والمتلزم والسخرة؛ ويجعلك بحرفية تعيش ما لم ترَه، وتتخيّل ما كان يحدث على أرض مصر في تلك الحقبة الزمنية. وينقسم العمل إلى ثلاثة أقسام: «الطاووس، الطاعون، الطاحون»، وقد أنهى القسم الثاني بحلول كارثة الطاعون، فبدت وكأنها قضت على جيل بأسره لينتقل بعدها بالأبطال لجيل الأبناء. ونسج كاتبنا عبر هذه الأقسام عشرات الشخصيات والأماكن في سحر جذّاب يجعلك تفغر فاك في دهشة سائلاً كيف أمكنه الإمساك بتلابيب هذه الشخصيات وبحكاياتهم وبجمعهم معاً بهذا الأسلوب والبيان الأخاذ.
فأبطال العمل متشابكون، ولا يربط أغلبهم رابط مباشر سوى المكان والفترة الزمنية. هنا ستجد الشيخة زليخة -تلك المرأة حليقة الرأس- التي تمسك بالمقرعة في يدها، والبخور يعبق منزلها، ويتحلّق في حضرتها زمرة من المجاذيب، لتغوص في هذه الأجواء؛ حيث سوق النخاسين ومقهى نور الدين، لكن هؤلاء مهمومين على الدوام بأمر بلدهم الذي يتعرّض للسلب والنهب من قِبل المماليك، وتكون الاجتماعات الخاصة بهم لمناقشة كيفية الانتقام، خاصة بعد أن خُطفت «عزة» أخت «خالد» - أحد مريدي زليخة- على يد أحد المماليك، فيحضرها ملتاعاً ليسألها ماذا يصنع؟ فتجيبه في حكمة: «أينما تولي وجهك فثمّ وجه عزة، يداها في البحر المالح وقدماها في أرض الصعيد، وملء البر أنفاسها الطاهرة!».
ثم تنتقل لحياة الأمراء والسلاطين، تلك الحياة التي تُدرك من خلالها أن الذي كان يحكم مصر بتلك الفترة مجموعة من عبدة الحكم الذين لا يشغلهم شيء في دنياهم سوى شهواتهم المُتّقِدَة من النساء والمال والجاه والسلطان. «بلباي» مثلاً، الذي نُصّب سلطاناً عبر «خير بك» أتابك العسكر، لذا ظلّ الأخير صاحب فضل عليه؛ يُحرّكه كيفما شاء، لدرجة أنهم أطلقوا على بلباي السلطان: «قل له»، في إشارة لتنفيذه ما يُقال له. وعندما أراد «خير بك» أن يزيحه من منصبه فعل، لتتوقّف هنا عند شيئين: الأول طبيعة المملوك التي تتغلّب عليه، فهو في الأصل قد تمّ شراؤه، ودخل في كنف أحد الأمراء، والثاني: هشاشة الحكم وضعفه. ويهولك في الواقع ما تقرأه عن ولع بعض الأمراء بالنساء، والرجال أحياناً، وكيف أن ذلك كان يلهيهم عن أمور رعيتهم. كما أن القوة كانت هي عنوان بسط النفوذ، وأصبح مبدأ «الحكم للأقوى» هو الذي يسري في مصر، لنجد صراعات عديدة بين أمراء المماليك للقبض على مقاليد الحكم، والبلاد تغرق في فساد لا يجد رادعاً له.
الخوندات، أتابك العسكر، السلطان "قل له"، بلباى، ميت جهينة، الجاشنكير، الشيخة زليخة، صانع النعوش، الملتزم، ليشع صانع السموم، المجاذيب، الدوادار، سليمان أبو طاسة، الطاعون، المرعوش، الملتزم، النغزة الإدريسية، الفاسوخ، كل هذه الكلمات والجمل تلهب خيالك عند قراءتك للقصة وتزيد معرفتك بخيوط وتفاصيل القصة الممتعة.
لا تتوقف كثيرا عند مصادفتك لمعاني وكلمات غريبة لا تفهم معناها، أنصحك بمواصلة القصة فغرابة الكلمات والأماكن والشخوص هي التي تكسب القصة روعة وألقٍ وتعطيها طابعها العام والمميز. تكسو هذه الرواية اللغة العامية المصرية المكتوبة بالكلمات الفصحى،  كذلك اللغة المملوكية الخاصة التي سوف تفهما من سياق الرواية، بالرغم من كل هذا إلا أن أسلوب الكاتب وتعبيراته رائعة مليئة بالرموز كرمز الطاحونه، كل هذا أعطى الرواية شئياً من الخصوصية وجعلها مميزة عن باقي الروايات.
تبدأ أحداث الرواية عند مرور موكب السلطان المملوكي بلباى من رحلة الصيد، وعند النظر لهذا الموكب أول مرة تحسبه عائدا من معركة وليس رحلة صيد يصف لنا الكاتب الموكب كان هناك صفان من العبيد السود حفاة الأقدام عراة الصدور وعلى أيديهم وأكتفاهم جوارح الصيد جامدة كأنها طيور محنطة.. تبدأ لعنات أهل حارة الحمام للسلطان وحاشيته بصوت خفيض خوفا من أن يكون بينهم بصاصين، عم أيوب صانع النعوش وصبيه يوسف ينظران إلى الموكب بنظرة ذهول وإعجاب وحقد وحنق في نفس الوقت، ويتمنيان أن يحين موعد صنع نعشه.
داخل قصر السلطان المتزوج من تسعة نساء آخراهم جلبهار التي لم يمضِ على زواجه منها تسعة أيام فقط، كانت إمراة قوية لئيمة تخطط والكل ينفذ لها فوق كل هذا كانت فائقة الجمال لم يسلم من لسانها السلطان مع أنها لم يمضِ على زواجه منها تسعة أيام فقط.
كان السلطان بلباى ضعيف الشخصية بالرغم من إنه كان هو السلطان ولكن لم يكن الرأي رأيه ولا القول قوله إنما كان الرأي رأي الدوادار خير بك، وإذا نظرنا نرى أن هذا كان هو حال الحكام في جميع الدول الإسلامية الأموية والعباسية والمماليك تبدأ الدولة بحاكم قوي ذو رأي وبصيرة الإسلام هو ديدنه في حكم البلاد، ثم تضعف الدولة ويصبح حكامها يتلذذون بشرب الخمر والنساء وإقامة الحفلات الماجنة أضف إلى ذلك التلذذ بقتل الآخرين وهذا ماكان لدى السلطان بلباى، الروح البشرية لا تمثل لديه سوى استخلاص غيظه وحنقه من نساءه وأُمراءه بقتل واحد من المساجين الذين لديه كل يوم على مسمع ومرأى حاشيته، وهذه الطبيعة الوحشية لم يتميز بها وحده بل جميع من جاءوا قبله وبعده.
حارة الحمام تقع في وسط مصر قريبة من القصر المملوكي، إذا ذهبت إلى هناك لا ترتد راجعا إلا عند زيارتك للشيخة زليخة حليقة الرأس صاحبت المقرعة الكبيرة، تمتلك منزلا يضم فيه جميع المجاذيب والدروايش أو الذين يعتقد إنهم كذلك تتميز عند أهل الحارة بالحب والاحترام وصاحبت كلمة عليا، كانت زليخة تتخذ من منزلها مقبرة للمماليك الذين يتم قتلهم.
أيوب صانع النعوش المحب لزوجته ست الكل القادمة من ميت جهينة ويوسف صبيه، ابن أخت ست الكل، كذلك خليل وعبد الجليل السقاي وعيسى صاحب دكان النحاس الذي تأمرت عليه زوجة الوالي وخالد شقيق عزة والشيخ النسناس عباس حليف السلطان وونيسه، كل هؤلاء الشخوص يمثلون حارة الحمام. كان جميعهم يشكلون ككافة الشعوب المقهورة المظلومة التي يتحكم فيها الطغاة ولا يستطيعون قول أي شئ، انتشار الفساد والتدمير والقتل والبصاصين أفسد عليهم حياتهم.
كان أثر خطف عزة من داخل حمام النساء في الحارة وقع خاص على أهل الحارة إذ كيف يتجرأ المملوكي أن يدخل حمام النساء ويخطف عزة ذات الجمال الخارق وسط أهل الحارة من غير أن يسأله أحد، هذا الاستبداد وصل منتهاه لدى خالد شقيقها وأقسم ليرجع شرف عزة طال الزمن أو قصر.
السرد التاريخى في هذه الرواية يجعلنا نرى ما أشبه اليوم بالبارحة، الفساد المملوكي يذكرنا بفساد الحكام العرب في هذا الزمن انتشار البصاصين في كل مكان أو كما نسميهم الجواسيس أو (ناس الأمن) منتشرين في الزمنين، تكميم أفواه المعارضة، الغلاء كل هذا وأكثر كانا منتشرين اليوم والأمس، ولكن إذا كان المماليك دخلاء على الأمة الإسلامية فماذا سنقول ما يفعله الآن الحكام العرب أبناء الشعوب.
في ميت جهينة الواقعة في الجيزة، ذلك البلد الذي لا يختلف كثيرا عن حارة الحمام لا شئ يختلف إلا أن هنا المستعمرين والمفسدين من أبناء البلد أنفسهم، حمزة الملتزم وابنه إدريس من كبار أهل ميت جهينة بل قل من ساداتها بل فلتقل أنهم ملوك ميت جهينة، إدريس الابن الأكبر لحمزة الملتزم زير النساء الأكبر (ومن شابه أباه فما ظلم)، عشق فاطمة لدرجة الجنون وبما أن اللعنات كانت تصيبه هو وأباه من أهل ميت جهينة تزوجت فاطمة بغالب الفلاح البسيط الذي يعمل عند حمزة، ولأن الأسد لا يترك فريسته إلا بعد ينال منها فقد طارد إدريس فاطمة حتى بعد زواجها، في ذلك الأثناء فر خالد وعيسى والشيخ خليل من حارة الحمام بعد ثورة قاموا بها من أجل خطف عزة وتوجهوا إلى ميت جهينة عند سليمان أبو طاسة والد فاطمة وصهر ست الكل زوجة العم أيوب وانتحلوا هناك شخصية المجاذيب المباركين حتى يبعدوا عنهم الشك لدى أهل ميت جهينة خاصة الملتزم وابنه. عمل الثلاثة في طاحونة، وهذه الطاحونة كانت إحدى الفصول في رواية السائرون نياما إذ استعملها سعد مكاوى كأداة رمزية والطاحونة كانت عبارة عن حجر الرحى الذي يقوم بسحق الحبوب وهذا ما أراده الكاتب حيث يسحق الملتزم أبناء شعبه كما يسحق المماليك أهل مصر فكلاهما وجهان لعملة واحدة.
في القصر المملوكي توالت المطامع لدى البعض بإسقاط كل من الآخر ليعلو إلى الكرسي، وعصر المماليك في هذا الزمن كان من أضعف العصور بعد العهود التي مرت عليهم حيث سيف الدين قطر والظاهر بيبرس ولكن كما نقول الدنيا دوارة، ولا يوجد سبب وجيها في حب الأمراء على اعتلاء الكرسي في هذا الزمن فجميعهم لم يكن من محبي الحروب وجيوشهم كستها الراحة والطمانينة ولم تعد تقوى على القتال لتوسيع مماليكهم وسيطرتهم أكثر وأكثر، وزد على هذا أن الدولة في ذلك الزمن كانت تتهاوى رويدا رويدا ولكن تفسير ذلك كله هو حب السلطة والملك والجاه.
ولكن على الرغم من ذلك لم يثور الشعب المصري مرة واحدة في وجوههم ولم يسعوا لإسقاطهم، وكل ما فعلوه كان هو مجرد قتل فردي لبعض المماليك ثم الهرب والاختفاء وقيام ثورات بسيطة كالثورة التي قامت من أجل إرجاع عزة وتكللت بالفشل وهرب من نادوا بها.
تتوالى الرحى في سحق الحبوب ويموت الملتزم الكبير حمزة ويكبر إدريس ويتولى شؤون أملاكه ابنه حمزة (والذي من شابه أباه وجده ما ظلم)، وفي وسط هذا كله تقع قصة حب طاهرة بين نور ابنة محسنة ومحمد ابن فاطمة زوجة غالب وكانت لتلك النغزة الإدريسية لدى محمد ونور تغير للأحداث فيما بعد.
وبعد سحق رحى الطاعون الذي عم في ميت جهينة وقتل منها من قتل، يهاجر يوسف بعد أن كبر وزوجته إلى ميت جهينة، بعد أن شاب الشباب ومات الكبار ولم تبقى سوى الذكريات، والتقى هناك بخالد ابن حارته وحكى كل منهما ما حصل لكل منها.
ترفض فاطمة أن يتم زواج محمد ونور بدون إبداء أي سبب من الأسباب، ولكن محمد يلحظ تلك النغزة الإدريسية بينه وبين نور ويفهم سبب رفض أمه لزواجه، وفي نفس الوقت يطلب إدريس الملتزم من ابنه حمزة الكف من مطاردة نور ويوعده أن يزوجه ست ستها.
يتفأجا القارئ بتفكك خيوط الرواية شيئا فشيئا ففاطمة ما كانت سوى ابنة الملتزم الأكبر حمزة ومحمد ونور ابنا ولده إدريس بمعنى أنهم أشقاء ويصيب القارئ في مقتل ويكتشف دناءة الملتزم وابنه.
ويخطط أهل ميت جهينة لإسقاط نظام إدريس الملتزم وابنه ويتفقون ليلا ويأتون صباحا ويحاصر إدريس في منزله بعد أن تم قتل ابنه حمزة إلى أن يتم قتله بواسطة ابنته نور.
روايه رائعة جميع الخيوط مترابطة بشكل جيد، أسلوب لغوى جيد ولطيف، فبالرغم من معاناة المماليك من الشذوذ الجنسي لدى الأمراء والعسكر ومعظم من في القصر ولكن الرواية لا تكشف لك هذا الأمر بشكل مباشر وتتداريه بأسلوب لطيف ينم عن أسلوب الكاتب، لذلك هذه الرواية ليس من الروايات التي يتم قرأتها مرة واحدة بل عليك أن تكررها مراراً وتكرار حتى تفهم الكثير منها.
أكثر شئ يستفز القارئ هو قدوم يوسف إلى ميت جهينة وتخطيطه هو زوجته من أجل إسقاط الملتزم، لماذا ترك حارة الحمام وتوجه إلى ميت جهينة، ألم يكن في استطاعته أن يخطط لإسقاط المماليك وهناك قتلوا شيخته ووالد زوجته ثم ما دخل خالد أيضا يترك شرف أخته ويأتى لقتل الملتزم.
كان يتوقع أن تكون النهاية هكذا (وبعد أن ضاق ذرع أهل حارة الحمام وأهل مصر ثارت ثائرتهم واتفقوا في ما بينهم وتأمروا لإسقاط المماليك وفي صباح أحد الأيام قام الشعب قومة رجل واحد واحتلوا القصر وقتلوا من فيه واعتقلوا الحاكم وصاحوا الشعب يريد إسقاط النظام.